# Szkunciki
Szkunciki (biał. Шкунцікі; ros. Шкунтики) – wieś na Białorusi, w obwodzie witebskim, w rejonie szarkowszczyńskim, w sielsowiecie Radziuki.
Siedziba parafii prawosławnej pw. św. Proroka Eliasza.

## Historia
W czasach zaborów wieś w gminie Ihumenowo, w powiecie dzisieńskim, w guberni wileńskiej Imperium Rosyjskiego.
W latach 1921–1945 wieś i kolonia leżały w Polsce, w województwie wileńskim, w powiecie dziśnieńskim, w gminie Hermanowicze.
Według Powszechnego Spisu Ludności z 1921 roku zamieszkiwało tu 187 osób, 8 było wyznania rzymskokatolickiego, 128 prawosławnego, a 51 mojżeszowego. Jednocześnie 1 mieszkaniec zadeklarował polską przynależność narodową, 135 białoruską, a 51 żydowską. Były tu 33 budynki mieszkalne. W 1931 w 35 domach zamieszkiwało 186 osób. Kolonię w 1931 zamieszkiwały 4 osoby, były tu dwa budynki mieszkalne.
Wierni należeli do parafii rzymskokatolickiej w Hermanowiczach i miejscowej prawosławnej. Miejscowość podlegała pod Sąd Grodzki w Łużkach i Okręgowy w Wilnie; właściwy urząd pocztowy mieścił się w Hermanowiczach.
W wyniku napaści ZSRR na Polskę we wrześniu 1939 miejscowość znalazła się pod okupacją sowiecką. 2 listopada została włączona do Białoruskiej SRR. Od czerwca 1941 roku pod okupacją niemiecką. W 1944 miejscowość została ponownie zajęta przez wojska sowieckie i włączona do Białoruskiej SRR.
Od 1991 w składzie niepodległej Białorusi.

## Zabytki
- Cerkiew prawosławna pw. św. Proroka Eliasza z 1825 roku, parafialna